# Paul Antoine Sagot
Pour les articles homonymes, voir Sagot.
Paul Antoine Sagot, né à Paris le 14 juin 1821 et mort à Magny (Yonne) le 8 octobre 1888, est un médecin, explorateur, botaniste, agronome et ethnolinguiste français.

## Biographie
En 1848, il combat l'insurrection des journées de Juin aux côtés de la garde nationale et quelques mois plus tard, défend sa thèse sur la fièvre typhoïde (dont il avait été atteint) : Du malaise, de l'oppression des forces, des perversions des sens, et du délire, dans les maladies fébriles aiguës. Il devient ainsi docteur de la Faculté de médecine de Paris. 
Après s'être illustré dans la lutte contre l'épidémie de choléra de 1849 en tant que médecin de campagne dans l'Yonne, il s'engage comme chirurgien auxiliaire de la marine à la fin de 1853, et s'embarque pour la Guyane en février 1854. Après quelques mois de service auprès des transportés aux îles du Salut, il est nommé médecin et directeur de la léproserie de l'Acarouany dans le quartier de Mana. De 1854 à 1859, il consacre une grande partie de son temps à explorer et collecter des échantillons botaniques dans les environs des villages de l'Akarouany et de Mana, du bas Maroni (île Portal) et de la basse Mana, avec quelques autres collectes à Cayenne (Roura, Mahury). En 1859, il quitte la Guyane et continue à voyager : Antilles françaises, îles Canaries (Ténériffe). Il devient chirurgien de marine sur le paquebot transatlantique Tampico qui l'emmènera à New York et à Veracruz. 
Il retourne en métropole en 1865, se marie et inaugure la chaire de professeur d'histoire naturelle à la toute nouvelle École normale spéciale de Cluny. 
Agronome, il publie De l'État sauvage et des résultats de la culture et de la domestication en 1865, Agriculture de la Guyane Française de 1855 à 1860 en 1873, ainsi que de nombreuses fiches techniques sur les productions agricoles végétales ou animales de Guyane. 
Ethnolinguiste, il est notamment coauteur avec Jules Crevaux et Lucien Adam de Grammaires et vocabulaires roucouyenne, arrouage, piapoco et d'autres langues de la région des Guyanes, publié en 1882. 
Botaniste, il publie de 1880 à 1885 son Catalogue des plantes phanérogames et cryptogames vasculaires de la Guyane française dans les Annales des Sciences Naturelles. Il rédigera également une Flore de la Guyane non publiée à sa mort.
Il était membre de l'Académie des Sciences, Arts et Belles Lettres de Dijon et membre correspondant de la Société académique de Nantes, de la Société académique d'Angers et de la Société botanique de Ratisbonne.
Il meurt dans sa propriété de Magny, et sa veuve, Virginie de La Chevardière de La Grandville, lègue selon ses dernières volontés son herbier et son manuscrit sur les végétaux de Guyane au Muséum d'Histoire naturelle.

## Hommages
De nombreux taxons végétaux lui sont dédiés :